# Hyoseris
 Hyoseris  L., 1753 è un genere di piante angiosperme dicotiledoni della famiglia delle Asteraceae.

## Etimologia
Il nome del genere significa: "insalata di maiale" o anche "cicoria di suino". Il nome scientifico del genere è stato definito per la prima volta dal botanico Carl Linnaeus (1707-1778) nella pubblicazione " Species Plantarum" (  Sp. Pl. 2: 808) del 1753.

## Descrizione

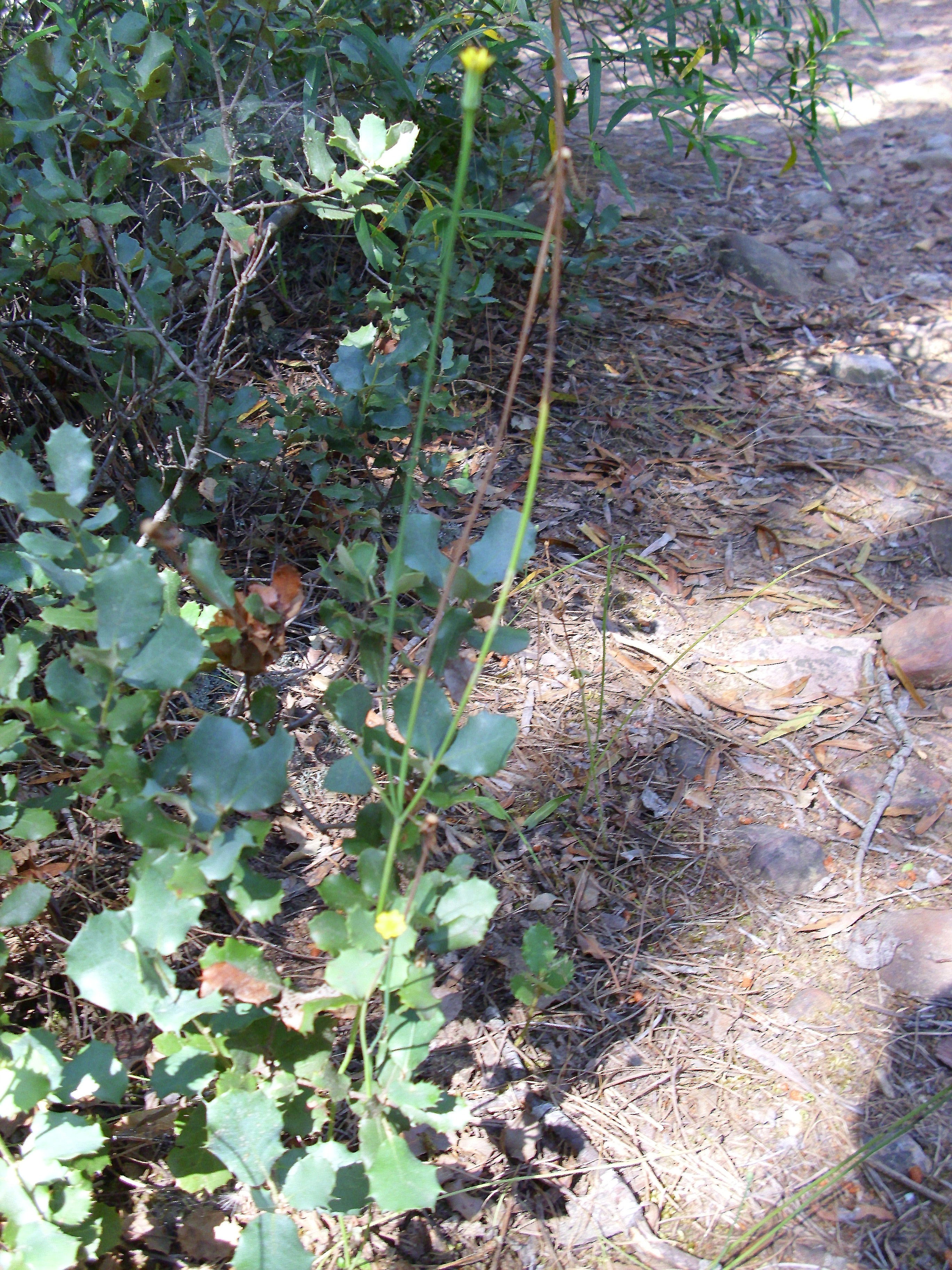
Il portamento
Hyoseris scabra

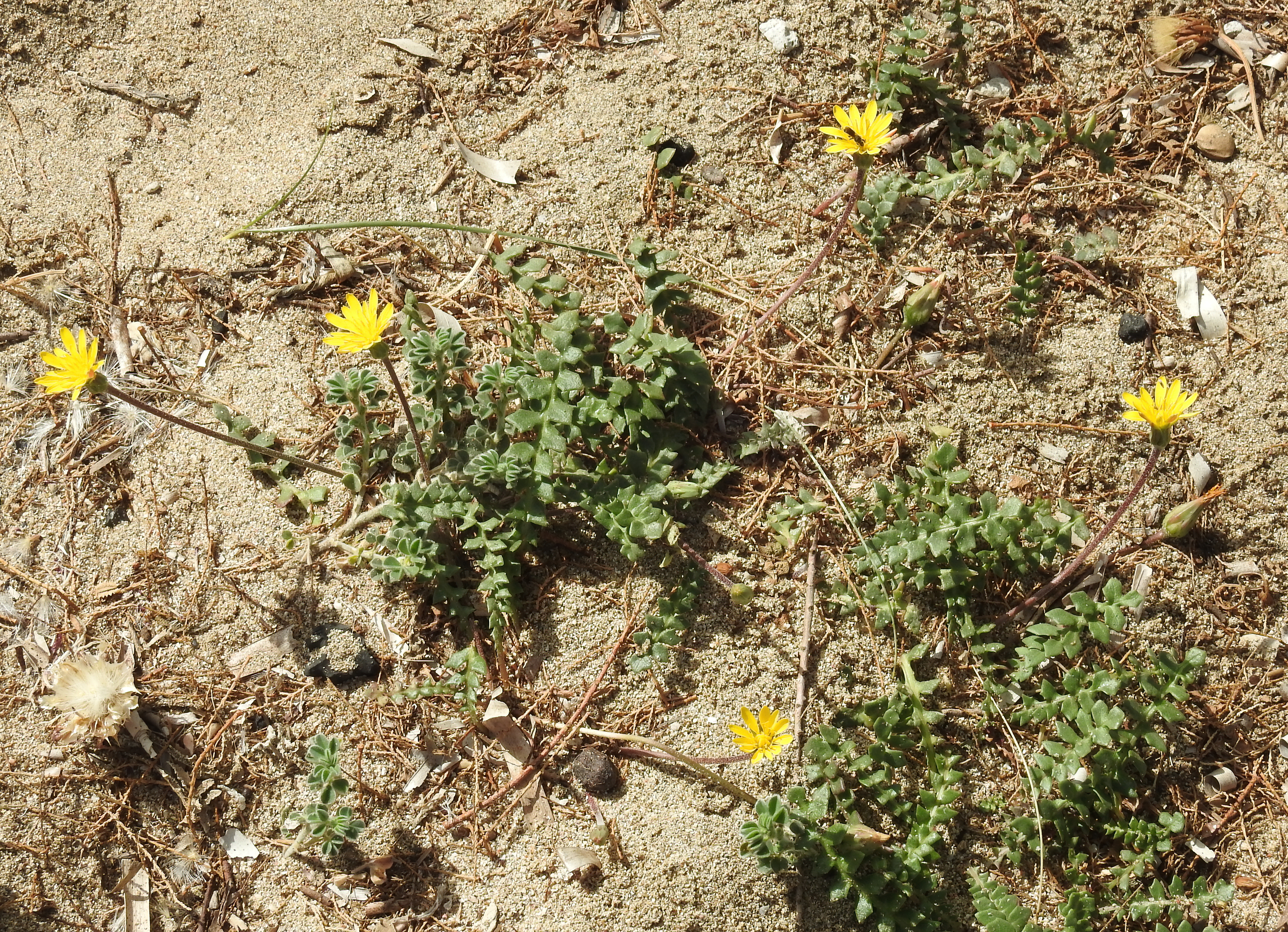
Le foglie
Hyoseris lucida

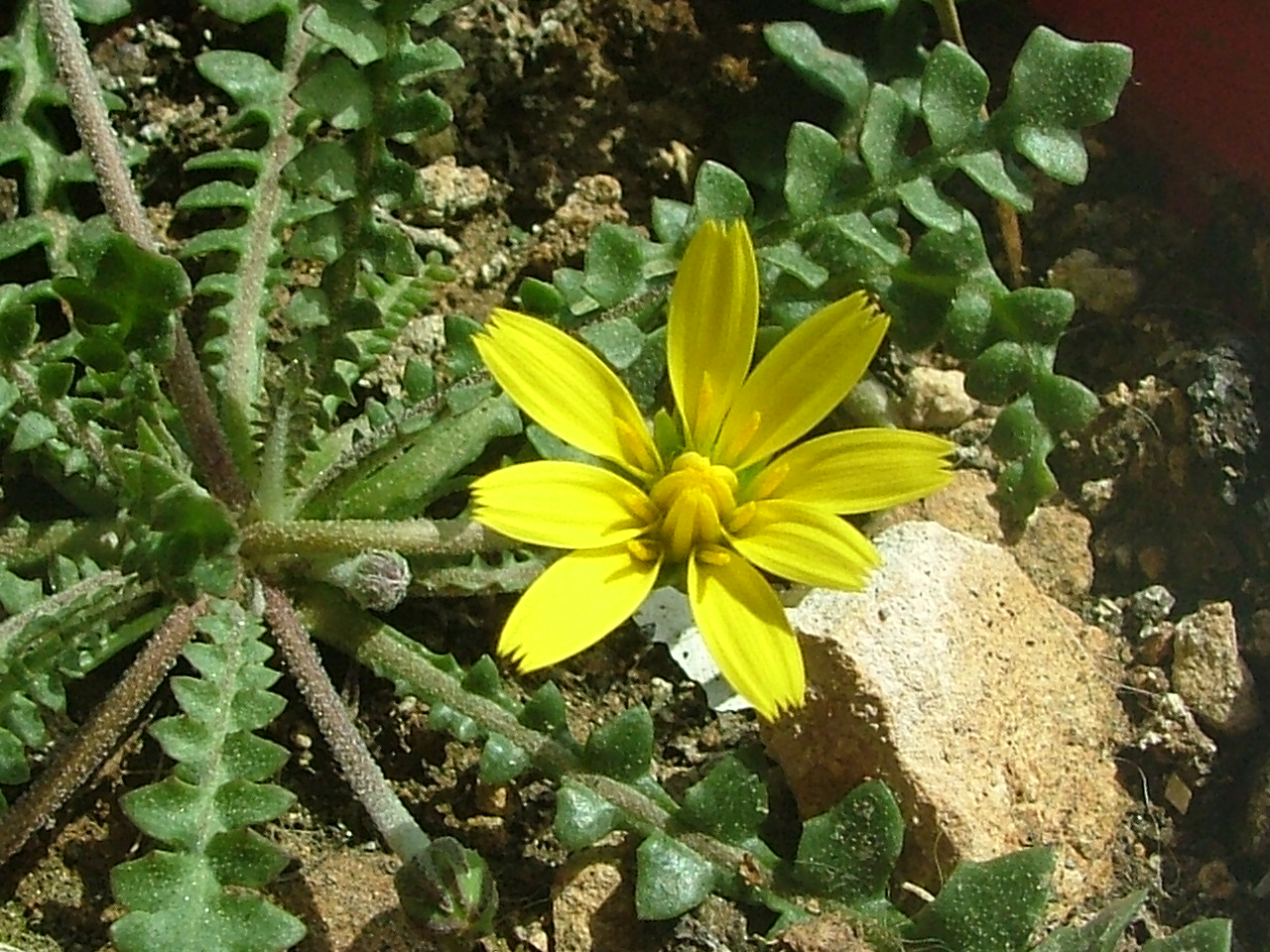
I fiori
Hyoseris radiata

Habitus. Queste piante sono caratterizzate da specie con cicli biologici annuali o perenni e portamenti soprattutto erbacei di tipo scaposo, rosulato, acaulescente o subarbustivo. Negli organi interni sono presenti dei canali laticiferi.
Fusto. I fusti sono afilli. Le radici in genere sono di tipo fittonante.
Foglie. Le foglie sono basali (in rosette). La lamina può essere sia intera che divisa; in alcune specie le foglie sono carnose.
Infiorescenza. L'infiorescenza è formata da un singolo capolino. I capolini, solamente di tipo ligulifloro (ossia radiati), sono formati da un involucro, normalmente a forma conica, all'interno del quale un ricettacolo fa da base ai fiori ligulati. L'involucro è composto da diverse brattee embricate e scalate disposte in due serie. Le brattee hanno delle forme più o meno lanceolata con, in alcuni casi, margini membranosi; quelle esterne (inferiori) sono più brevi di quelle interne (superiori). Il ricettacolo è nudo (senza pagliette).
Fiori. I fiori sono tetra-ciclici (ossia sono presenti 4 verticilli: calice – corolla – androceo – gineceo) e pentameri (ogni verticillo ha in genere 5 elementi). I fiori sono inoltre ermafroditi, fertili e zigomorfi.
- Formula fiorale:

*/x K {\displaystyle \infty }, [C (5), A (5)], G 2 (infero), achenio
- Calice: i sepali del calice sono ridotti ad una coroncina di squame.
- Corolla: le corolle sono formate da una ligula terminante con 5 denti; il colore è giallo; la superficie può essere sia pubescente che glabra (normalmente).
- Androceo: gli stami sono 5 con filamenti liberi e distinti, mentre le antere sono saldate in un manicotto (o tubo) circondante lo stilo.[13] Le antere sono caudate e alla base sono acute. Il polline è tricolporato.[14]
- Gineceo: lo stilo è filiforme. Gli stigmi dello stilo sono due divergenti e ricurvi con la superficie stigmatica posizionata internamente (vicino alla base).[15] L'ovario è infero uniloculare formato da 2 carpelli.

Frutti. I frutti sono degli acheni con pappo. Gli acheni sono troncati all'apice e raramente hanno un becco. Gli acheni sono di tre tipi  (trimorfici): i più esterni sono compressi con un pappo formato da brevi squame (0,6 – 1 mm), i medi sono compressi e alati con un pappo formato da peli (5 – 8 mm) e i più interni sono affusolati (cilindrici) e alati con un pappo come i medi. Il carpoforo non è mai anulare. Il pappo, in genere formato da setole scabre o scaglie.

## Biologia
- Impollinazione: l'impollinazione avviene tramite insetti (impollinazione entomogama tramite farfalle diurne e notturne).
- Riproduzione: la fecondazione avviene fondamentalmente tramite l'impollinazione dei fiori (vedi sopra).
- Dispersione: i semi (gli acheni) cadendo a terra sono successivamente dispersi soprattutto da insetti tipo formiche (disseminazione mirmecoria). In questo tipo di piante avviene anche un altro tipo di dispersione: zoocoria. Infatti gli uncini delle brattee dell'involucro si agganciano ai peli degli animali di passaggio disperdendo così anche su lunghe distanze i semi della pianta.

## Distribuzione e habitat
Areale del Mediterraneo: Europa meridionale, Asia mediterranea e Africa settentrionale.

## Tassonomia
La famiglia di appartenenza di questa voce (Asteraceae o Compositae, nomen conservandum) probabilmente originaria del Sud America, è la più numerosa del mondo vegetale, comprende oltre 23.000 specie distribuite su 1.535 generi, oppure 22.750 specie e 1.530 generi secondo altre fonti (una delle checklist più aggiornata elenca fino a 1.679 generi). La famiglia attualmente (2021) è divisa in 16 sottofamiglie.

### Filogenesi

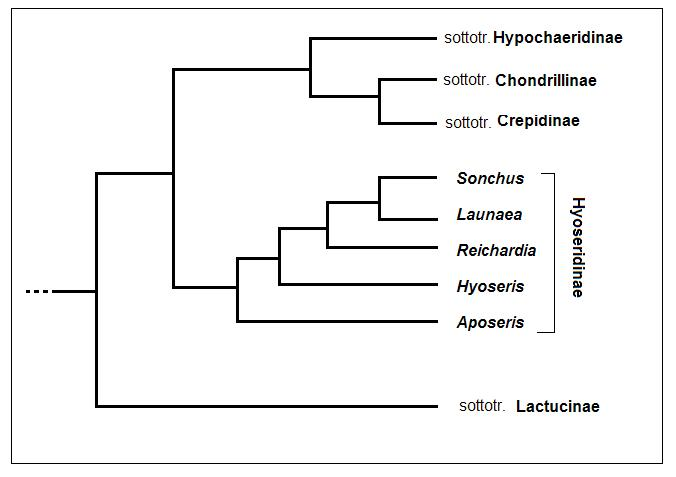
Cladogramma della sottotribù Hyoseridinae

Il genere di questa voce appartiene alla sottotribù Hyoseridinae della tribù Cichorieae (unica tribù della sottofamiglia Cichorioideae). In base ai dati filogenetici la sottofamiglia Cichorioideae è il terz'ultimo gruppo che si è separato dal nucleo delle Asteraceae (gli ultimi due sono Corymbioideae e Asteroideae). La sottotribù Hyoseridinae fa parte del "quarto" clade della tribù; in questo clade è in posizione "basale" vicina alla sottotribù Lactucinae.
I caratteri più distintivi per questa sottotribù (e quindi per i suoi generi) sono:
- le foglie delle rosette basali sono profondamente dentate;
- la forma dell'achenio varia da ellissoide-fusiforme a oblunga-obovoide;
- il pappo può essere dimorfico (formato da setole e peli cotonosi);
- il pappo è formato da setole sottili e flessibili.

Il genere Hyoseris insieme ai generi Sonchus, Launaea,  Reichardia e Aposeris formano un gruppo fortemente monofiletico (e formano la sottotribù Hyoseridinae). In questo gruppo Hyoseris, da un punto di vista filogeneico, si trova in una posizione intermedia tra il genere “basale” Aposeris e il "core" della sottotribù e quindi risulta “fratello” del resto degli altri generi della sottotribù. Il cladogramma a lato dimostra graficamente i vari rapporti filogenetici tra i generi della sottotribù e tra le sottotribù “vicine”.
Le specie del genere Hyoseris sono simili a quelle del genere Cichorium, ma il portamento è rosulato (le foglie si presentano in rosette basali) e i capolini sono unici con le brattee dell'involucro disposte su una o due serie; la corolla è gialla; gli acheni sono sormontati da un becco e sono privi di pappo.
I caratteri distintivi per le specie di questo genere sono:
- lo scapo è indiviso e porta un solo capolino;
- le foglie formano una rosetta basale;
- il pappo è presente almeno negli acheni centrali;
- gli acheni (dimorfici) mediani e più interni sono alati;
- il pappo degli acheni interni è più breve dei pappi esterni.

Il numero cromosomico della specie è: 2n = 16 (diploidi).
In precedenti trattazioni il genere di questa voce era descritto all'interno della sottotribù Hypochaeridinae Less. 1832.

### Elenco delle specie
Questo genere ha 3 specie:
- Hyoseris lucida L.
- Hyoseris radiata  L.
- Hyoseris scabra  L.

### Visione sinottica delle specie
Le tre specie di questo genere sono identificate dalla carnosità delle foglie e da caratteristici pieghettamenti dell'epidermide fogliare.
- Hyoseris lucida L. - Radicchio del Toro: le foglie, carnose e lucide con lobi separati; l'altezza massima della pianta è di 10 - 60 cm; il ciclo biologico è perenne; la forma biologica è camefita suffruticosa (Ch suffr); il tipo corologico è Endemica tirreniana; l'habitat tipico sono le falesie costiere e le rupi presso il mare al di sopra della zona degli spruzzi marini; in Italia è una specie rara e si trova nelle Isole fino ad una quota di 10 - 100 m s.l.m..

- Hyoseris radiata L. - Radicchio del selvatico: le foglie, tenui, con lobi sovrapposti; l'altezza massima della pianta è di 1 - 4 dm; il ciclo biologico è perenne; la forma biologica è emicriptofita rosulata (H ros); il tipo corologico è Steno-Mediterraneo; l'habitat tipico sono gli incolti erbosi, i muri, le scarpate e i viottoli sassosi; in Italia è una specie comune soprattutto al Centro e al Sud fino a una quota di 1.000 m s.l.m..

- Hyoseris scabra L. - Radicchio ruvido: gli scapi sono vistosamente ingrossati a clava sotto il capolino; l'altezza massima della pianta è di 3 - 22 cm; il ciclo biologico è annuo; la forma biologica è terofita rosulata (T ros); il tipo corologico è Steno-Mediterraneo; l'habitat tipico sono gli incolti aridi presso i litorali; in Italia è una specie comune su tutto il territorio ma in modo discontinuo fino a una quota di 400 m s.l.m..

Nota: nella "Flora d'Italia" sono indicate altre entità riconducibili però alle tre specie indicate:
- Hyoseris taurina (Pamp.) Martinoli è un sinonimo di Hyoseris lucida subsp. taurina (Pamp.) Peruzzi & Vangelisti.
- Hyoseris frutescens Brullo et Pavone è un sinonimo di Hyoseris lucida subsp. frutescens (Brullo & Pavone) Peruzzi & Vangelisti.
- Hyoseris baetica Sch.Bip. ex Nyman è un sinonimo di Hyoseris radiata L. .

### Specie della zona alpina
Delle 3 specie spontanee della flora italiana solamente H. radiata vive sull'arco alpino. La tabella seguente mette in evidenza alcuni dati relativi all'habitat, al substrato e alla distribuzione di questa specie alpina.
| Specie | Comunità vegetali | Piani vegetazionali | Substrato  | pH     | Livello trofico | H2O   | Ambiente    | Zona alpina |
| --- | ----------------- | ------------------- | ---------- | ------ | --------------- | ----- | ----------- | ----------- |
| Hyoseris radiata | 4                 | collinare           | Ca - Ca/Si | basico | medio           | arido | B1 B2 C2 F2 | VR TN       |
| Legenda e note alla tabella. Substrato: con “Ca/Si” si intendono rocce di carattere intermedio (calcari silicei e simili). Zona alpina: vengono prese in considerazione solo le zone alpine del territorio italiano (sono indicate le sigle delle province). Comunità vegetali: 4 = comunità pioniere a terofite e succulente. Ambienti: B1 = campi, colture e incolti; B2 = ambienti ruderali, scarpate; C2 = rupi; F3 = prati e pascoli mesofili e igrofili. |                   |                     |            |        |                 |       |             |             |

### Sinonimi
Sono elencati alcuni sinonimi per questa entità:
- Achyrastrum Neck.
- Thlipsocarpus  Kunze
- Trinciatella  Adans.